# Flórián
Flórián est un prénom hongrois masculin.

## Personnalités portant ce prénom
- Flórián Albert, (1941-2011) joueur de football hongrois.
- Flórián Urbán, (1968-) joueur de football hongrois.
- Pour l'ensemble des articles sur les personnes portant ce prénom, consulter :
  - la liste des articles dont le titre commence par ce prénom
  - les listes produites par Wikidata : Liste des personnes de prénom « Flórián » — même liste en incluant les éventuels prénoms composés qui contiennent « Flórián ».